# マスタリング・エンジニア
マスタリング・エンジニア (Mastering Engineer) とは、CD-DA (CD) の制作工程においてプリ・マスタリングとよばれる作業に従事する技術者である。音響技術者の一形態である。

## 概説
アナログ・レコードの時代にはカッティング・エンジニアと呼ばれていたが、CDの登場に伴いスタジオのシステムや作業内容が変化した為、この名称が使われるようになった。
CD登場の直後には、マスター・テープの音がほぼ劣化無くAD変換できるという触れ込みであったため、トラック・ダウン後の加工工程を廃してレベルを決めた状態でA/D変換するスタイルが主流とされた時期があった。この為、基本的な作業が出来ればノイズ・チェックなどのスキルを教えるだけでマスタリング・エンジニアとして十分であるという認識が広まり、ベテランのカッティング・エンジニアが一時的に冷遇されたりという状況も見られた。しかし初期のCDの音質には消費者から不満が多く寄せられた為、マスタリング・エンジニアの技術の高低に注意が向けられるようになり、今日のような専門職として確立されるまでに至った。その過程では、アナログレコードのカッティング・エンジニアが転身または兼任する例も相当数みられた。
一般にポピュラー音楽の分野ではレコーディング・エンジニアとの分業がおこなわれているが、一部のジャズ並びにクラシックではレコーディング・エンジニアがプリ・マスタリング工程までおこなう場合もある。
室内音響や音響機器の操作に通じている事はもちろん、あらゆるジャンルの音楽に対してその時の流行を把握し、顧客の要求する音に仕上げる感性が要求される。また聴覚訓練も常におこたらず、耳の保護にも気をつかうことが要求され、レコーディング・スタジオほどの大音量での作業は一般的におこなわない。一部のマスタリング・エンジニアは自ら機材を改造するなり製作するなりして更なる音質向上を図っているケースもある。電子工学に対する知識は本人の目指すレベルによって最終的に決定されるが、最低限の機材のメンテナンスに必要な知識は要求される。

## 仕事の内容
プリ・マスタリング作業とはリスナーに届けるためにトラック・ダウンされた音源に対して各種の微調整をおこなう作業である。マスタリング・エンジニアはプリ・マスタリングと同時に品質管理の第一歩としてノイズや歪みのチェックなどをおこなう。また完成したマスター音源の品質チェックもおこなう。
以下はマスタリング・エンジニアが行うに主な作業の一覧である。
- 整音（EQ、ダイナミクス）、レベル調整、曲間調整をおこない工場に送るマスター（テープ、ディスク、データ）類のメディア作成

現在ではDDPフォーマットで規定されたデータをメディアあるいはオンラインによるデータ伝送で工場に納品することが主流となっている。
ソニーの3/4インチ Uマチックの保守業務終了に伴い、現在はUマチック・テープによる納品はほぼおこなわれなくなった。
- 楽曲中の歪やノイズのチェックおよび補正と除去
- PQコード、ISRCコード入力

CDメディアにおける曲の頭出し情報などをデータとして入力する。
- マスター・テープ、ディスク媒体のエラー・チェック及びチェック・シートの添付
- 過去のフォーマットで記録された音源のメディア変換

特にオープンリール素材。テープが無い場合は「盤起こし」といってアナログ盤からAD変換してCDを作成する場合もある。

## 雇用形態
マスタリング・エンジニアの特徴としてフリーランス・エンジニアは少なく、殆どがスタジオとの雇用関係にある。これは各人の作業スタイルによる機材の選択や機材カスタマイズなどがエンジニアの権限によって大きく左右されるためで、エンジニアとマスタリング・ルーム及び周辺機器が不可分の関係にある為である。
新人は一般に専門学校あるいは大学を卒業した後にスタジオに就職して見習いから始めるが、昨今はパーソナルコンピュータを中心としたDAWによるワンマン・オペレーションが主流のためにアシスタントの作業量が減っていることなどから、各社とも新人教育の方法を模索している。
レコーディング・エンジニアからマスタリング・エンジニアに転身する人は相応の割合でいる一方、逆は全くいないわけではないが、様々な理由から困難が伴う事が多い。
また、日本においては、レコーディング・エンジニアに比較して女性の就業比率は多い。

## 備考
稀にマスタリングをアーティスト本人が行う場合もある。最も有名なのが大瀧詠一であり、機材を個人購入し、過去の作品を自身の手によりリマスタリングしている。大瀧は、70年代の作品で「笛吹銅次」の別名でレコーディング・エンジニアも行っていたなど、技術的知識も持ち合わせていた。大瀧は晩年、シンガーとしてはほぼ表舞台から退き新作を制作しなかったため、レコーディング・エンジニアから転身したものに近い。
実際に、大瀧が『NIAGARA CALENDAR '78』でマスターのL-Rチャンネルが自分が聴かせたかった物と逆に収録されていたのを発見出来たのも、自身でリマスタリングした結果である。そのため同作の30周年盤のL-Rチャンネルは、本来大瀧が聴かせたかった正しい状態に戻された上でリマスタリングされた。このように、アーティスト自身がマスタリングを手がける事は、外部へ依頼するよりリスナーに聴かせたい音質やダイナミックスでマスタリング出来たり、大瀧の様にレコーディング・エンジニアの経験ある者に限ってだが、オリジナル録音時やミキシング時の不具合やミス等を発見出来るという利点もある。

他にも岩﨑元是&WINDYの全曲を収録した『The all songs of WINDY』を岩﨑元是自身がマスタリングした例がある。
岩崎はThe all songs of WINDYマスタリングレポートにて同作のマスタリングの過程について書いている。